# 진위안구

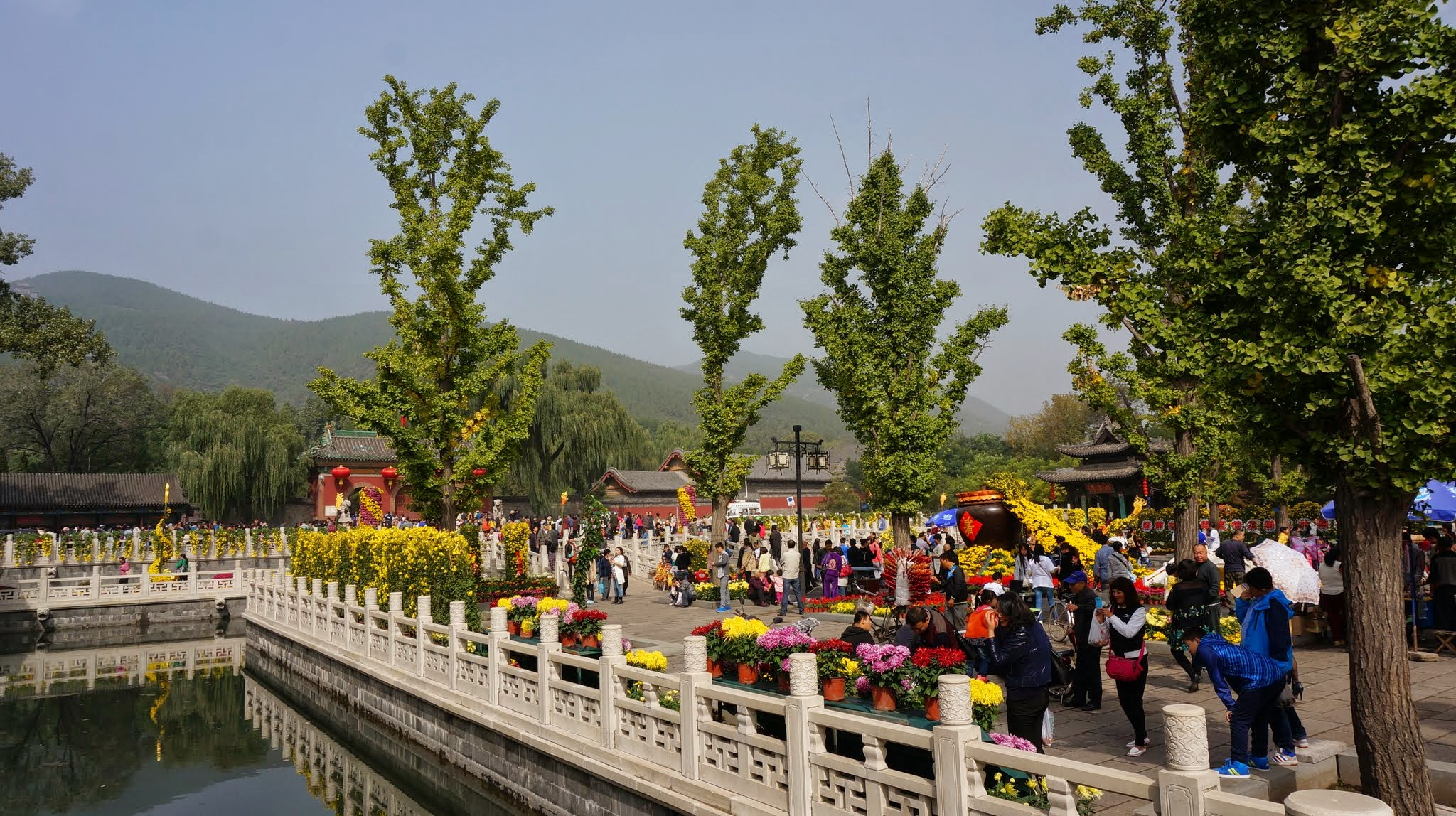

진위안구(한국어: 진원구, 중국어: 晋源区, 병음: Jìnyuán Qū)는 중화인민공화국 산시성 타이위안시의 행정구역이다. 넓이는 287km2이고, 인구는 2007년 기준으로 200,000명이다.

## 행정 구역
3개 가도, 3개 진을 관할한다.
- 가도: 义井街道, 罗城街道, 晋源街道
- 진: 金胜镇, 晋祠镇, 姚村镇